# Saint-Julien-Innocence-Eulalie
Pour les articles homonymes, voir Saint-Julien.
Saint-Julien-Innocence-Eulalie est une commune française située dans le département de la Dordogne, en région Nouvelle-Aquitaine. Elle a été créée le 1er janvier 2019 sous le statut de commune nouvelle et regroupe les anciennes communes de Saint-Julien-d'Eymet, Sainte-Eulalie-d'Eymet et Sainte-Innocence.

## Géographie

### Généralités
La commune nouvelle de Saint-Julien-Innocence-Eulalie regroupe les communes de Saint-Julien-d'Eymet, Sainte-Eulalie-d'Eymet et Sainte-Innocence. Son siège social se situe au bourg de Sainte-Innocence.
| Carte des communes constitutives de Saint-Julien-Innocence-Eulalie. |

### Communes limitrophes
Saint-Julien-Innocence-Eulalie est limitrophe de neuf autres communes, dont deux dans le département de Lot-et-Garonne, et dont Sigoulès-et-Flaugeac, en deux endroits disjoints séparés par Mescoules. Au sud-est, son territoire est distant de moins de 500 mètres de celui de Serres-et-Montguyard.
| Thénac, Loubès-Bernac (Lot-et-Garonne) | Sigoulès-et-Flaugeac, Mescoules | Sigoulès-et-Flaugeac |
|                                        | Saint-Julien-Innocence-Eulalie  | Singleyrac           |
| Soumensac (Lot-et-Garonne)             | Eymet, Fonroque                 | Razac-d'Eymet        |

### Géologie et relief

#### Géologie
Situé sur la plaque nord du Bassin aquitain et bordé à son extrémité nord-est par une frange du Massif central, le département de la Dordogne présente une grande diversité géologique. Les terrains sont disposés en profondeur en strates régulières, témoins d'une sédimentation sur cette ancienne plate-forme marine. Le département peut ainsi être découpé sur le plan géologique en quatre gradins différenciés selon leur âge géologique. Saint-Julien-Innocence-Eulalie est située dans le quatrième gradin à partir du nord-est, un plateau formé de dépôts siliceux-gréseux et de calcaires lacustres de l'ère tertiaire.
Les couches affleurantes sur le territoire communal sont constituées de formations superficielles du Quaternaire et de roches sédimentaires datant du Cénozoïque. La formation la plus ancienne, notée e6-7, se compose d'argiles à Palaeotherium, des argiles carbonatées silteuses versicolores à niveaux sableux (Bartonien supérieur à Priabonien inférieur continental). La formation la plus récente, notée CF, fait partie des formations superficielles de type colluvions indifférenciées sablo-argileuses et argilo-sableuses. Le descriptif de ces couches est détaillé dans  la feuille « no 830 - Eymet » de la carte géologique au 1/50 000 de la France métropolitaine, et sa notice associée.

Carte géologique de Saint-Julien-Innocence-Eulalie.

#### Relief et paysages
Le département de la Dordogne se présente comme un vaste plateau incliné du nord-est (491 m, à la forêt de Vieillecour dans le Nontronnais, à Saint-Pierre-de-Frugie) au sud-ouest (2 m à Lamothe-Montravel). L'altitude du territoire communal varie quant à elle entre 62 mètres et 166 mètres.
Dans le cadre de la Convention européenne du paysage entrée en vigueur en France le 1er juillet 2006, renforcée par la loi du 8 août 2016 pour la reconquête de la biodiversité, de la nature et des paysages, un atlas des paysages de la Dordogne a été élaboré sous maîtrise d’ouvrage de l’État et publié en octobre 2020. Les paysages du département s'organisent en huit unités paysagères,. La commune est dans le Bergeracois, une région naturelle présentant un relief contrasté, avec les deux grandes vallées de la Dordogne et du Dropt séparées par un plateau plus ou moins vallonné, dont la pente générale s’incline doucement d’est en ouest. Ce territoire offre des paysages ouverts qui tranchent avec les paysages périgourdins. Il est composé de vignes, vergers et cultures,.
La superficie cadastrale de la commune publiée par l'Insee, qui sert de référence dans toutes les statistiques, est de 19,73 km2,.

### Hydrographie

#### Réseau hydrographique
La commune est située dans le bassin de la Dordogne au sein du Bassin Adour-Garonne. Elle est drainée par l'Escourou, le ruisseau du Touron, la Rivaille, l'Escalette, la Gangoulège, le ruisseau du Réveillou, le ruisseau de Fonjuliane et par divers petits cours d'eau, qui constituent un réseau hydrographique de 34 km de longueur totale,,,.
L'Escourou, d'une longueur totale de 15,85 km, prend sa source dans la commune de Sigoulès-et-Flaugeac et se jette en rive droite du Dropt, en limite d'Eymet (Dordogne) et de La Sauvetat-du-Dropt (Lot-et-Garonne),. Il traverse le territoire communal du nord-est au sud-ouest sur neuf kilomètres et demi, servant de limite naturelle sur six kilomètres et demi, en plusieurs tronçons, face à Sigoulès-et-Flaugeac, Mescoules, Fonroque et Eymet
Son affluent de rive droite, le ruisseau du Touron, appelé les Rivailles dans sa partie aval, arrose l'ouest de la commune sur un kilomètre et demi.
Affluent de rive droite du ruisseau du Touron, la Rivaille arrose l'ouest du territoire communal sur plus de deux kilomètres et demi, dont la moitié sert de limite territoriale face à Thénac.
Autre affluent de rive droite de l'Escourou, l'Escalette prend sa source dans le nord-ouest, en limite de la commune de Loubès-Bernac et arrose l'ouest de la commune sur plus de trois kilomètres et demi, dont près de deux kilomètres, en limite de Loubès-Bernac et Soumensac, en deux tronçons.
Son affluent de rive droite la Gangoulège borde le sud-ouest du territoire communal sur près d'un kilomètre et demi, face à Soumensac.
Affluent de rive droite du Dropt, le ruisseau du Réveillou borde la commune au sud-est sur près d'un kilomètre et demi, face à Razac-d'Eymet.
Son affluent de rive droite le ruisseau de Fonjuliane prend sa source à 200 mètres du bourg de Saint-Julien-d'Eymet et arrose l'est du territoire communal sur un kilomètre et demi.

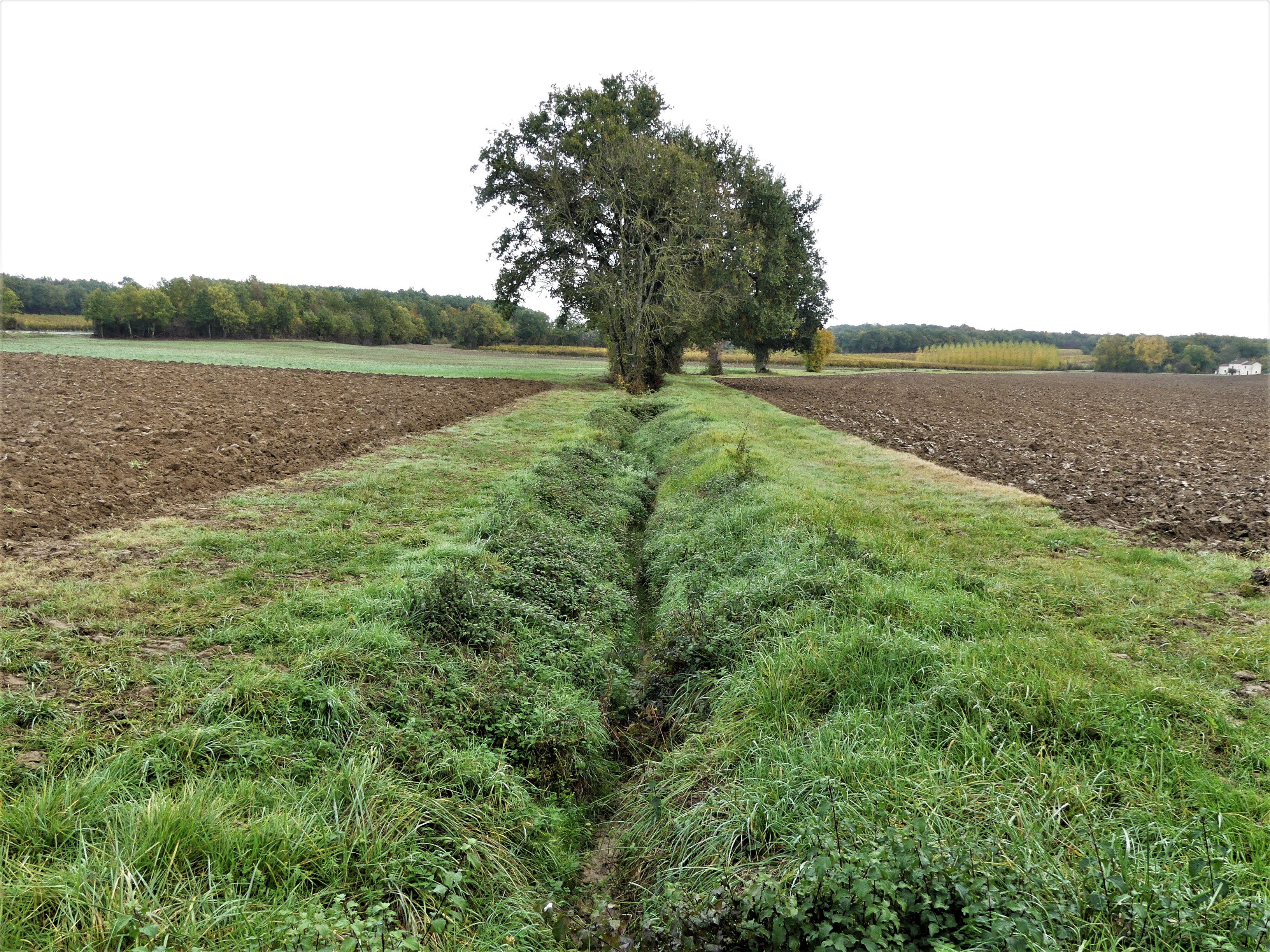
L'Escourou à sec en limites de Mescoules (à gauche) et Saint-Julien-d'Eymet.
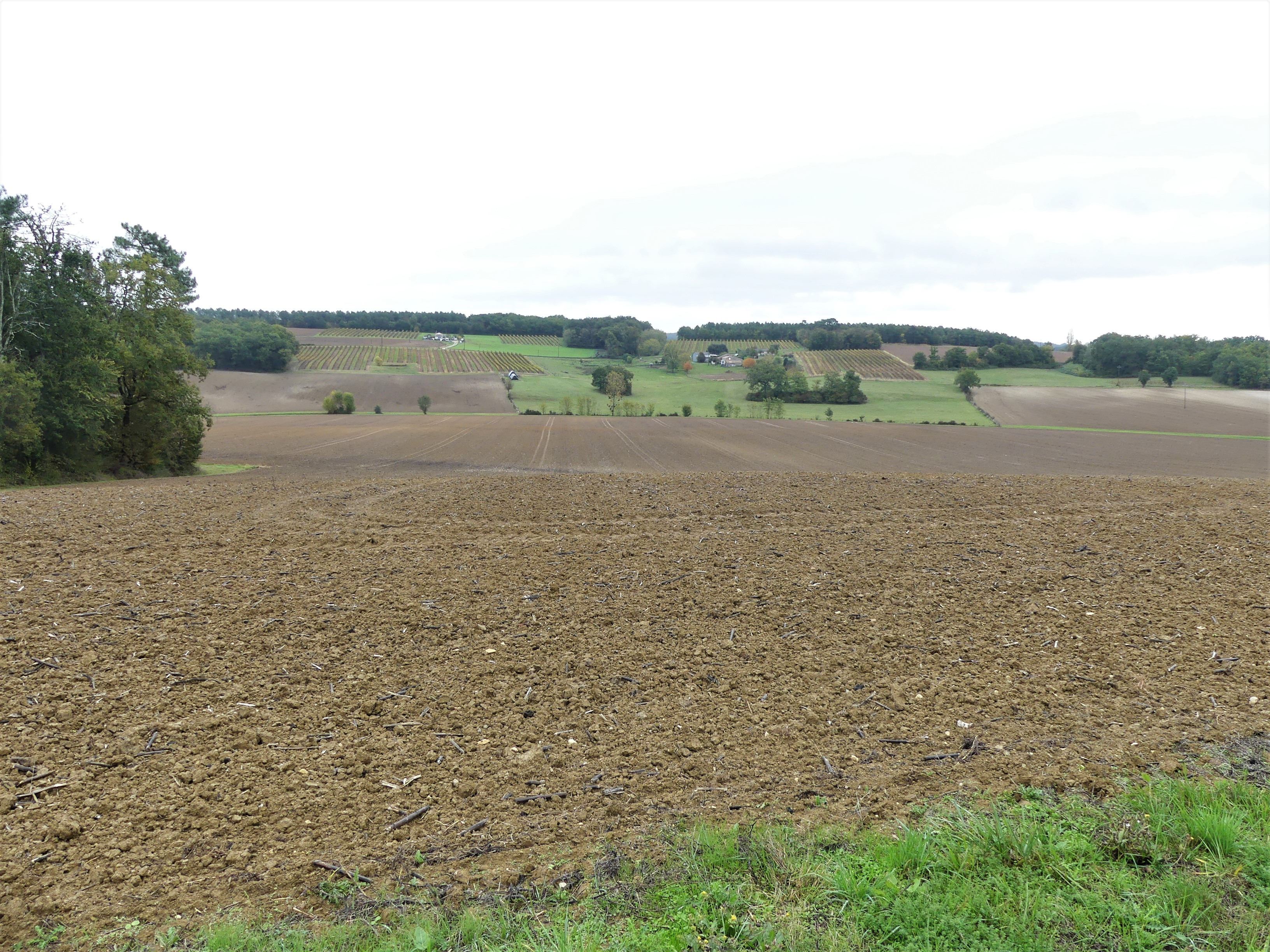
Le vallon de l'Escalette au nord-ouest du lieu-dit Peynau.
Réseaux hydrographique et routier de Saint-Julien-Innocence-Eulalie.
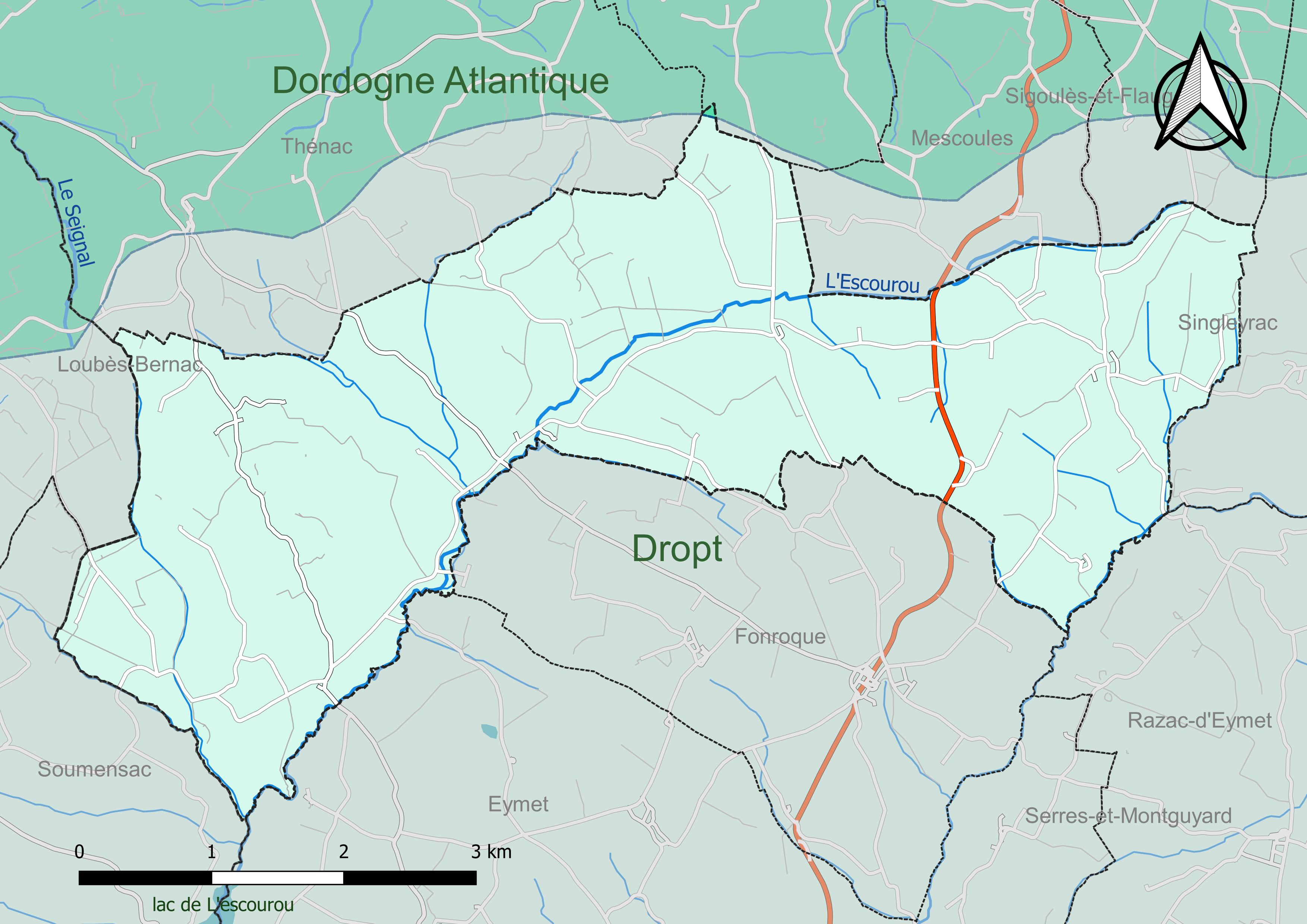
Carte des schémas d'aménagement et de gestion des eaux (SAGE) couvrant le territoire communal de Saint-Julien-Innocence-Eulalie.

#### Gestion et qualité des eaux
Le territoire communal est couvert par les schémas d'aménagement et de gestion des eaux (SAGE) « Dordogne Atlantique » et « Dropt ». Le SAGE « Dordogne Atlantique », dont le territoire correspond au sous‐bassin le plus aval du bassin versant de la Dordogne (aval de la confluence Dordogne - Vézère)., d'une superficie de 2 700 km2 est en cours d'élaboration. La structure porteuse de l'élaboration et de la mise en œuvre est l'établissement public territorial de bassin de la Dordogne (EPIDOR). Le SAGE « Dropt », dont le territoire correspond au bassin versant du Dropt, d'une superficie de 1 522 km2, a été approuvé le 13 janvier 2022. La structure porteuse de l'élaboration et de la mise en œuvre est le syndicat mixte EPIDROPT. Ils définissent chacun sur leur territoire les objectifs généraux d'utilisation, de mise en valeur et de protection quantitative et qualitative des ressources en eau superficielle et souterraine, en respect des objectifs de qualité définis dans le troisième SDAGE  du Bassin Adour-Garonne qui couvre la période 2022-2027, approuvé le 10 mars 2022.
Hormis dans le nord une zone minime, de moins d'un hectare, en limite de Sigoulès-et-Flaugeac, correspondant au bassin de la Gardonnette et donc rattachée au SAGE Dordogne Atlantique, tout le reste du territoire communal dépend du bassin versant du Dropt et donc du SAGE Dropt.
La qualité des eaux de baignade et des cours d'eau peut être consultée sur un site dédié géré par les agences de l’eau et l’Agence française pour la biodiversité.

### Climat
Pour des articles plus généraux, voir Climat de la Nouvelle-Aquitaine et Climat de la Dordogne.
Historiquement, la commune est exposée à un climat océanique aquitain.  
En 2020, Météo-France publie une typologie des climats de la France métropolitaine dans laquelle la commune est exposée à un climat océanique et est dans la région climatique  Aquitaine, Gascogne, caractérisée par une pluviométrie abondante au printemps, modérée en automne, un faible ensoleillement au printemps, un été chaud (19,5 °C), des vents faibles, des brouillards fréquents en automne et en hiver et des orages fréquents en été (15 à 20 jours).
Pour la période 1971-2000, la température annuelle moyenne est de 12,7 °C, avec  une amplitude thermique annuelle de 15,1 °C. Le cumul annuel moyen de précipitations est de 839 mm, avec 12,1 jours de précipitations en janvier et 6,5 jours en juillet. Pour la période 1991-2020, la température moyenne annuelle observée sur la station météorologique la plus proche, située sur la commune de Bergerac à 15 km à vol d'oiseau, est de 13,2 °C et le cumul annuel moyen de précipitations est de 792,9 mm,. Pour l'avenir, les paramètres climatiques de la commune estimés pour 2050 selon différents scénarios d’émission de gaz à effet de serre sont consultables sur un site dédié publié par Météo-France en novembre 2022.

## Urbanisme

### Typologie
Au 1er janvier 2024, Saint-Julien-Innocence-Eulalie est catégorisée commune rurale à habitat très dispersé, selon la nouvelle grille communale de densité à 7 niveaux définie par l'Insee en 2022.
Elle est située hors unité urbaine et hors attraction des villes,.

### Villages, hameaux et lieux-dits
Outre les bourgs de Saint-Julien-d'Eymet, Sainte-Eulalie-d'Eymet et Sainte-Innocence proprement dits, le territoire se compose d'autres villages ou hameaux, ainsi que de lieux-dits détaillés sur cet article, sur celui-ci et sur celui-là.

### Prévention des risques
Le territoire de la commune de Saint-Julien-Innocence-Eulalie est vulnérable à différents aléas naturels : météorologiques (tempête, orage, neige, grand froid, canicule ou sécheresse), feux de forêts, mouvements de terrains et séisme (sismicité très faible). Un site publié par le BRGM permet d'évaluer simplement et rapidement les risques d'un bien localisé soit par son adresse soit par le numéro de sa parcelle.
Saint-Julien-Innocence-Eulalie est exposée au risque de feu de forêt. L’arrêté préfectoral du 14 mars 2013 fixe les conditions de pratique des incinérations et de brûlage dans un objectif de réduire le risque de départs d’incendie. À ce titre, des périodes sont déterminées : interdiction totale du 15 février au 15 mai et du 15 juin au 15 octobre, utilisation réglementée du 16 mai au 14 juin et du 16 octobre au 14 février. En septembre 2020, un plan inter-départemental de protection des forêts contre les incendies (PidPFCI) a été adopté pour la période 2019-2029,.

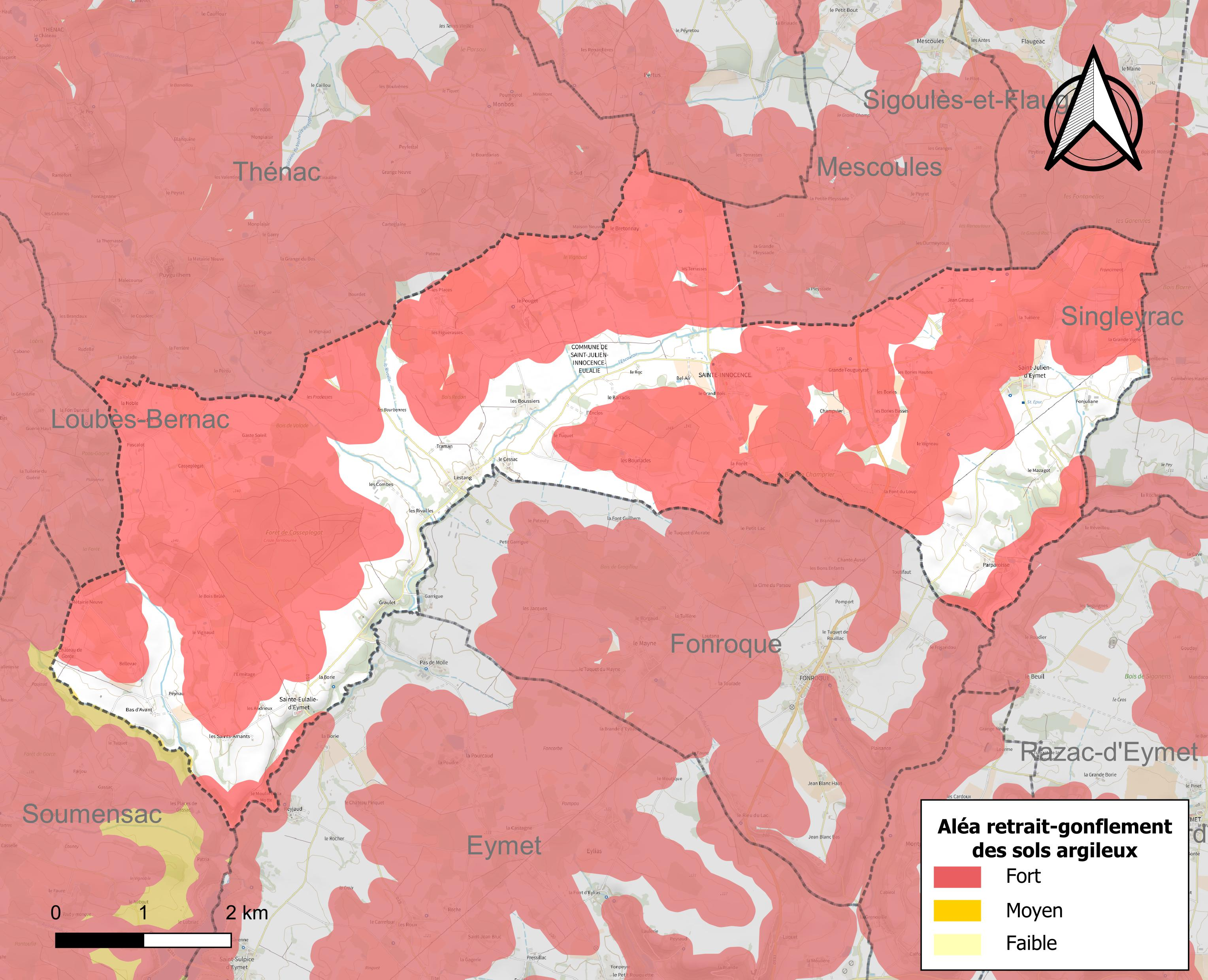
Carte des zones d'aléa retrait-gonflement des sols argileux de Saint-Julien-Innocence-Eulalie.

Les mouvements de terrains susceptibles de se produire sur la commune sont des tassements différentiels. Le retrait-gonflement des sols argileux est susceptible d'engendrer des dommages importants aux bâtiments en cas d’alternance de périodes de sécheresse et de pluie. 71,9 % de la superficie communale est en aléa moyen ou fort (58,6 % au niveau départemental et 48,5 % au niveau national métropolitain). Depuis le 1er octobre 2020, en application de la loi ÉLAN, différentes contraintes s'imposent aux vendeurs, maîtres d'ouvrages ou constructeurs de biens situés dans une zone classée en aléa moyen ou fort,.
La commune a été reconnue en état de catastrophe naturelle au titre des dommages causés par les inondations et coulées de boue survenues en 1982 et 1999, par la sécheresse en 1989, 1992 et 2011 et par des mouvements de terrain en 1999.

## Histoire
Saint-Julien-Innocence-Eulalie est une commune nouvelle créée le 21 septembre 2018 pour une prise d'effet au 1er janvier 2019. À cette date, les trois communes fondatrices deviennent communes déléguées.

## Politique et administration
| Nom                      | Code Insee | Intercommunalité           | Superficie (km2) | Population (dernière pop. légale) | Densité (hab./km2) |
| ------------------------ | ---------- | -------------------------- | ---------------- | --------------------------------- | ------------------ |
| Sainte-Innocence (siège) | 24423      | CC des Portes Sud Périgord | 7,2              | 101 (2018)                        | 14                 |
| Saint-Julien-d'Eymet     | 24433      | CC des Portes Sud Périgord | 5,81             | 121 (2018)                        | 21                 |
| Sainte-Eulalie-d'Eymet   | 24402      | CC des Portes Sud Périgord | 6,72             | 84 (2018)                         | 12                 |

### Rattachements administratifs et électoraux
Les trois communes initiales dépendent de l'arrondissement de Bergerac et du canton du Sud-Bergeracois.

### Intercommunalité
Les trois communes initiales dépendent de la même intercommunalité : la communauté de communes des Portes Sud Périgord.

### Administration municipale
Pendant une période courant jusqu'au prochain renouvellement des conseils municipaux (prévu en 2020), le conseil municipal de la nouvelle commune est constitué de l'ensemble des conseillers municipaux des anciennes communes (11 pour Saint-Julien-d'Eymet, 7 pour Sainte-Eulalie-d'Eymet et 7 pour Sainte-Innocence, soit un total de 25). Le maire de la nouvelle commune est élu début 2019. Les maires des anciennes communes deviennent maires délégués de celles-ci.
La population de la commune étant comprise entre 100 et 499 habitants au recensement de 2017, onze conseillers municipaux auraient dû être élus en 2020. Cependant, s'agissant du premier renouvellement du conseil municipal d'une commune nouvelle, le nombre de conseillers élus est celui de la strate supérieure, soit quinze.

### Liste des maires
| Période      | Période  | Identité             | Étiquette | Qualité |
| ------------ | -------- | -------------------- | --------- | ------- |
| janvier 2019 | mai 2020 | ?                    |           |         |
| mai 2020     | En cours | Jean-Maurice Bourdil |           |         |

## Équipements et services publics

### Justice
En 2023, dans le domaine judiciaire, Saint-Julien-Innocence-Eulalie relève : 
- du tribunal judiciaire, du tribunal pour enfants, du conseil de prud'hommes et du tribunal de commerce de Bergerac ;
- du pôle Nationalité du tribunal judiciaire de Périgueux (compétent uniquement dans le domaine de la nationalité) ;
- de la cour d'appel, du tribunal administratif et de la  cour administrative d'appel de Bordeaux.

## Population et société

### Démographie
L'évolution du nombre d'habitants est connue à travers les recensements de la population effectués dans la commune depuis sa création.

En 2022, la commune comptait 311 habitants.
| 2019 | 2020 | 2021 | 2022 |
| ---- | ---- | ---- | ---- |
| 310  | 310  | 311  | 311  |

## Économie

### Emploi
En 2016, sur le territoire correspondant à Saint-Julien-Innocence-Eulalie dans sa configuration de 2019, parmi la population communale comprise entre 15 et 64 ans, les actifs représentaient 124 personnes, soit 42,2 % de la population municipale. Le nombre de chômeurs s'élevait à 12 et le taux de chômage de cette population active s'établissait à 9,5 %.

### Établissements
Au 31 décembre 2015, sur ce même territoire, la commune comptait 62 établissements, dont 26 au niveau des commerces, transports ou services, 21 dans l'agriculture, la sylviculture ou la pêche, 8 dans la construction, neuf dans l'industrie, et 7 relatifs au secteur administratif, à l'enseignement, à la santé ou à l'action sociale.

## Pour approfondir